# Hermann Lotze-Campen
Hermann Lotze-Campen (* 23. Februar 1966 in Norden) ist ein deutscher Agrarwissenschaftler und Nachhaltigkeitsforscher. Er ist Professor für nachhaltige Landnutzung und Klimawandel an der Humboldt-Universität zu Berlin und leitet den Forschungsbereich II („Klimawirkung und Vulnerabilität“) am Potsdam-Institut für Klimafolgenforschung, gefördert durch die Bayer Foundation. Er wird von Clarivate Analytics zu den meistzitierten Forschern der Welt gezählt.

## Leben
Lotze-Campen absolvierte eine Ausbildung zum Landwirt. Er studierte Agrarwissenschaften und Ökonomie an den Universitäten Kiel, Reading und Minnesota. Er promovierte im Jahr 1998 in Agrarökonomie an der Humboldt-Universität zu Berlin.
Er ist verheiratet und Vater zweier Kinder.

## Wirken
Lotze-Campens Forschung setzt sich mit dem Widerspruch zwischen steigendem Konsum von Nahrungsmitteln und der Nachhaltigkeit auseinander.
In der öffentlichen Debatte um Auswege aus der Klimakrise setzt sich Lotze-Campen für eine deutliche Verringerung des Fleischkonsums und eine Erhöhung der Mittel zur Erforschung pflanzlicher Alternativen zu Fleisch ein.

## Veröffentlichungen (Auswahl)
- Alberte Bondeau, Pascalle C. Smith, Sönke Zaehle, Sibyll Schaphoff, Wolfgang Lucht, Wolfgang Cramer, Dieter Gerten, Hermann Lotze-Campen, Christoph Müller, Markus Reichstein und Benjamin Smith: Modelling the role of agriculture for the 20th century global terrestrial carbon balance. In: Global Change Biology. Band 13, Nr. 3, 2007, S. 679–706, doi:10.1111/j.1365-2486.2006.01305.x
- Hermann Lotze‐Campen, Christoph Müller, Alberte Bondeau, Stefanie Rost, Alexander Popp und Wolfgang Lucht: Global food demand, productivity growth, and the scarcity of land and water resources: a spatially explicit mathematical programming approach. In: Agricultural Economics. Band 39, Nr. 3, 2008, S. 325–338, doi:10.1111/j.1574-0862.2008.00336.x
- Alexander Popp, Hermann Lotze-Campen und Benjamin Bodirsky: Food consumption, diet shifts and associated non-CO2 greenhouse gases from agricultural production. In: Global Environmental Change. Band 20, Nr. 3, 2010, S. 451–462, doi:10.1016/j.gloenvcha.2010.02.001